# Ligne 68 (Infrabel)
Pour les articles homonymes, voir Ligne 68.
Cet article court présente un sujet plus développé dans : Ligne de La Madeleine à Comines-France.
En Belgique, la ligne 68 désigne une courte ligne ferroviaire désaffectée qui constitue le prolongement en territoire belge de la ligne de La Madeleine à Comines (F), mise en service le 15 juin 1876 par la Compagnie des chemins de fer du Nord.
Longue de près d'1 km, elle partait de la gare de Comines (Belgique) et se terminait au point-frontière entre la Belgique et la France, matérialisé par le pont sur la Lys.
Endommagée lors des deux guerres mondiales, elle ferme aux voyageurs en 1955 et aux marchandises en 1963. Les rails et le pont frontalier sont démantelés. Les vestiges de ce pont côté belge ont disparu en 2017.